# Souvenir (banda)
Souvenir es un dúo español de indie pop que canta en francés.
Sus componentes son Patricia de la Fuente y Jaime Cristóbal (nacido el 6 de febrero de 1972 en Pamplona, España). Su música abarca diferentes estilos: el surf, la bossa soft, el country, el tecno-pop, el yeyé, el jazz, el rock y la música de baile. Precisamente en su último disco ('64', Jabalina Música, 2007) han realizado un giro estilístico hacia un sonido electro-pop con raíces en la música de los 80.

## Trayectoria
La carrera de Souvenir suma ya 7 años y 5 discos (un mini-CD y 4 LP). ‘Gourmets’ musicales de variado gusto, en cada disco han sido capaces de reflejar sus influencias sin repetirse. Pocos grupos en España son tan versátiles a la hora de crear música, como prueba su última entrega titulada ‘64’, un disco de música de baile en el sentido más amplio del término, y que abarca desde el sonido disco y la new wave hasta el tecno pop más 80s.
Iniciado como trío en el año 1999, este grupo de Pamplona cosechó múltiples éxitos de crítica y de público en la escena independiente española e internacional. Su debut en febrero del 2000 con un excelente mini-CD de título 'Souvenir' (Jabalina Música) les granjeó la participación en numerosas recopilaciones, nacionales e internacionales con mención especial para 'Caroline Now!', disco homenaje a Brian Wilson en el que Souvenir se codeó con artistas internacionales como Belle And Sebastian, Teenage Fanclub, Saint Etienne, The High Llamas o The Pastels.
Jaime Cristóbal ha militado previamente en grupos pamplonicas como Ritual de lo Habitual.
Tras editarse la edición norteamericana de su debut a cargo de sello neoyorquino Shelflife Records y empezarse a distribuir en Japón, Corea, Reino Unido y otras partes del globo, Souvenir publica en 2001 'Points de Suspension', su primer disco de larga duración. De nuevo acogido con entusiasmo por medios y público, propicia la participación de Souvenir en el Festival de Benicàssim de aquel mismo año, de nuevo con gran éxito. El disco se lanza para el mercado japonés en el sello Tone Vendor, y para el americano, de nuevo, en Shelflife Records. 
Tras año y medio defendiendo el disco en directo y cosechando nuevos logros (artistas de la talla del sueco Johan Angergard [Club 8] o el escocés Stevie Jackson [Belle and Sebastian] elogiaron públicamente al grupo) y participando en varias recopilaciones en EE. UU., las Filipinas e Italia, en 2003 Souvenir publica su segundo larga duración, de título 'Recto/Verso'.
Souvenir dedicaron el año 2004 a gestar su nuevo disco, labor que no impidió que Jaime colaborase con la francesa Françoiz Breut en su disco 'Une Saison Volée', escribiéndole la canción 'Ciudad del Mar'. Llegado 2005, Souvenir publicaron el que fue considerado por crítica y público su mejor disco hasta entonces: ‘Des équilibres’.
Ya en 2007, Souvenir han publicado su proyecto más ambicioso hasta el momento: ‘64’, un disco de música de baile con el que han iniciado una nueva etapa.